# Mochowo (village)
Pour les articles homonymes, voir Mochowo.
Mochowo (prononciation : [mɔˈxɔvɔ]) est un village polonais de la gmina de Mochowo dans le powiat de Sierpc de la voïvodie de Mazovie dans le centre-est de la Pologne.
Le village est le siège administratif (chef-lieu) de la gmina appelée gmina de Mochowo.
Il se situe à environ 15 kilomètres au sud-ouest de Sierpc (siège de le powiat) et à 115 kilomètres au nord-ouest de Varsovie (capitale de la Pologne).
Le village comptait approximativement une population de 310 habitants en 2006.

## Histoire
De 1975 à 1998, le village appartenait administrativement à la voïvodie de Płock.

Depuis 1999, il appartient administrativement à la voïvodie de Mazovie